# 탈아이오딘화효소
탈아이오딘화효소(영어: deiodinase)는 갑상샘 호르몬의 활성화 또는 비활성화에 관여하는 과산화효소이다. 디아이오디네이스 또는 모노디아이오디네이스(영어: monodeiodinase)라고도 한다.

## 종류
탈아이오딘화효소의 종류는 다음과 같다.
| 패밀리                          | 보결분자단                     | 유전자           |
| ------------------------------- | ------------------------------ | ---------------- |
| 아이오도티로닌 탈아이오딘화효소 |                                | DIO1, DIO2, DIO3 |
| 아이오도티로신 탈아이오딘화효소 | 플라빈 모노뉴클레오타이드(FMN) | IYD              |

아이오도티로닌 탈아이오딘화효소는 티로닌 호르몬으로부터 직접적으로 아이오딘을 방출하는 반응을 촉매한다. 아이오도티로닌 탈아이오딘화효소는 퍼옥시레독신(Prx)와 유사한 촉매 도메인을 가지고 있는 셀레노시스테인 의존성 막 단백질이다. 3가지의 관련 동질효소인 탈아이오딘화효소 I형, II형, III형은 표적 세포에서 초기에 방출된 호르몬 전구체 T4(티록신)의 T3(트라이아이오도티로닌) 또는 rT3(리버스 트라이아이오도티로닌)으로의 활성화 및 비활성화에 관여한다. 효소는 아이오딘의 환원적 제거를 촉매하고(다른 동질효소들은 티로닌의 서로 다른 위치를 공격함), 퍼옥시레독신과 유사하게 스스로를 산화시키고 효소의 환원적 재활용을 촉진한다.
아이오도티로신 탈아이오딘화효소는 갑상샘 호르몬의 분해에 기여한다. 아이오도티로닌의 이화작용으로 아이오딘화 티로신으로부터 아이오딘을 방출하여 이를 새로 사용한다. 아이오도티로신 탈아이오딘화효소는 보조 인자인 플라빈 모노뉴클레오타이드(FMN)를 사용하며, NADH 산화효소/플라빈 환원효소 슈퍼 패밀리에 속한다.

## 기아 반응
기아 상태에서는 탈아이오딘화효소(특히 탈아이오딘화효소 I)이 저해되어 기초 대사율이 낮아진다. 그러나 뇌, 심장, 골격근 및 갑상샘에서는 이들 기관이 항상성을 유지하도록 해야 하기 때문에(골격근의 떨림을 통해 온도를 높일 수 있음) 기초 대사율이 낮아지지 않는다. 이것은 대부분의 말초 조직에서와 같이 탈아이오딘화효소 I보다는 탈아이오딘화효소 II를 발현시키는 기관에 의해 달성된다.

## 셀레늄
아이오도티로닌 탈아이오딘화효소의 셀레늄은 셀레노시스테인으로서 트라이아이오도티로닌(T3)의 자유 순환의 수준을 결정하는 데 중요한 역할을 한다. 셀레늄 결핍증은 트라이아이오도티로닌(T3) 수준의 하락에 영향을 미칠 수 있다.

## 같이 보기
- 산화환원효소
- 갑상샘 호르몬
- 아이오딘